# Hugues Fabrice Zango
Hugues Fabrice Zango (* 25. července 1993 Ouagadougou) je atlet z Burkiny Faso, který se věnuje trojskoku, skoku dalekému a sprintům. Žije ve francouzském Arrasu a studuje na Université d'Artois.

## Sportovní kariéra
V roce 2015 získal stříbrnou medaili v trojskoku na Univerziádě. V této disciplíně byl také v roce 2016 druhý na mistrovství Afriky v atletice a na olympiádě obsadil 34. místo. V roce 2017 vyhrál Frankofonní hry a byl druhý na Univerziádě. V roce 2018 byl šestý na halovém mistrovství světa a stal se mistrem Afriky. Na mistrovství světa v atletice 2019 skončil třetí a získal tak pro Burkinu Faso historicky první medaili ze světového atletického šampionátu.
Na halovém mítinku v Paříži 2. února 2020 skočil 17 metrů a 77 centimetrů, což je nový africký trojskokanský rekord a čtvrtý nejlepší halový výkon všech dob.
Dne 16. ledna 2021 se Zango stal v Aubiére prvním atletem, který v hale dokázal přeskočit hranici 18 metrů a stal se tak zároveň světovým rekordmanem v této disciplíně.

## Osobní rekordy
Dráha
- Trojskok – 17,82 m – 6. červenec 2021, Székesfehérvár

Hala
- Trojskok – 18,07 m – 16. leden 2021, Aubiére –  (Současný světový rekord)